# ウォレス・ソウザ
ウォレス・ソウザ (Wallace Souza、1958年8月21日 –2010年7月27日)はブラジルのテレビ司会者、政治家である。
1989年から2008年までの間バラエティ番組『カナル・リブレ』の司会者として人気を博し 、アマゾナス州議会の議員になるなど、政界への進出も果たした。
2009年、番組の視聴率をつり上げる目的で彼が殺人を指示したという疑惑が持ち上がり、彼の地元であるアマゾナス州警察が捜査にのりだし、世界中のメディアの注目を集めた。2009年10月に彼は議員の座を追われることとなった 。

## 生涯

### 前半生と私生活
ソウザはブラジルのアマゾネス州マナウスに生まれた。
彼はサン・ルイス・ゴンザーガビジネスカレッジ（College of Business São Luiz Gonzaga）とBasílio Machado州立大学（ State College Basílio Machado）にて学位を取得した。また、彼はCenter for Study of Human Behavior とニウトン・リンス大学（University Nilton Lins）にも通った。
彼は結婚し、4人の子どもがいる。
1979年に彼は警察官になった が、1987年に彼は年金詐欺と燃料を盗んだ罪で逮捕され、懲戒処分となった。

### 『カナル・リブレ』での成功、政界進出
警察官を辞めてから2年後の1989年、ソウザはバラエティ番組『カナル・リブレ』の司会者となった 。
「社会正義のために犯罪と戦うことを目的とした調査報道」を謳う同番組は、警察の強行突入や逮捕の瞬間を放送することが多かった。時にはヘリコプターから警察の追跡を報じることもあったため、視聴者からの人気は大きく、その視聴率はマナウスで一、二を争うほどだった 。
番組放送期間中の1998年、彼はブラジル自由党の議員に選出され、後にキリスト教社会党(PSC)の党首となった。
さらに2000年にはアマゾナス州議会の議員に選出され、2002年には再選出を果たした。

### 『カナル・リブレ』やらせ殺人疑惑
同番組は警察が到着する前に犯罪現場を伝えることで人気を博した一方、番組スタッフが毎回のように第一発見者となる点や、犠牲者の映像が多数出てくる点について、やらせ疑惑が持ち上がっていた。
また、アマゾナス州の警察当局も、2008年の冬に放送された回において発見された遺体が、殺害から間もないとみられたため、番組に疑いの目を向けた。

2009年8月、彼は視聴率を上げる目的で、殺し屋を雇って5人を殺害したということで世界中のメディアから注目を集めることとなった 。
元警察官のMoacir Jorge da CostaはオーストラリアのNEWS.comの取材に対し、ソウザの指示で1件の殺人を実行したと話した 一方、ソウザと彼の弁護団は殺人との関連を否定した。ソウザの息子であるラファエルは、殺人・薬物密売、銃の不法所持などで逮捕され、刑務所に収監された。
警察の捜査の結果、ソウザの自宅から複数の銃器や弾薬、現金が見つかった。
2009年8月13日、ソウザはAFPBBの電話取材に対し、自らが組織犯罪の被害者であると語った。
2009年10月、彼は薬物の密売・証人買収・銃火器の不法携帯、犯罪組織の結成など罪で訴えられた。これに伴い、彼は議員の職を追放されたため、不逮捕特権は無効となった 。
逮捕状が出された後、ソウザは行方をくらまし、文民警察・連邦警察が60人もの人員を用意して、捜索に当たった  。
2009年10月、彼は殺人、違法薬物の取引、証人買収、火器の不法携帯、犯罪組織の結成などの罪で訴えられた。その結果、彼は議員の座と不逮捕特権を失った。また、彼がマナウスから外に出るのを防ぐため、市の境目にはロードブロックが設置された 。2009年10月9日、彼は警察に出頭した 。
逮捕後も、彼は無実を訴えた。
彼の兄で、同じく政治家のカルロス・ソウザは、彼を刑務所に入れるなら他の受刑者から隔離された独房の方がよいとコメントした 。
2009年12月、番組の元プロデューサー、ヴァネッサ・リマが逮捕された。

### 死
難病バッド・キアリ症候群を患っていたソウザは、2010年3月からサンパウロ市内の病院に入院しており、同年7月27日に心臓発作のため入院先の病院で亡くなった。

## メディアでの扱い
- 2016年9月12日：マサカの世界衝撃事件5「視聴率欲しさに殺人事件をでっち上げた司会者」：日本のTBSテレビにて放送[3]。
- 2018年: Blood Pact：ラテンアメリカ圏向けの放送局である Space にて放送されたテレビドラマで、ソウザをモデルとした人物が登場する[21]
- 2019年: 殺人犯の視聴率（英語版）： Netflixで配信されている連続ドキュメンタリー番組[22]